# Charles Mesure
Charles Willian Mesure (12 de agosto de 1970, Somerset, Inglaterra) é um ator.

## Biografia
Mesure estudou em Newington College, de 1982 a 1987 e graduou-se no National Institute of Dramatic Art, na Austrália, com diploma em Artes Performáticas (Atuação), em 1995. Mesure atuou, dirigiu, planejou e escreveu mais de trinta produções para a Sydney University Drama Society, enquanto estudava Direito. Em 1998, foi indicado ao prêmio de  Melhor Ator Televisivo da Nova Zelândia, pelo seu trabalho como Ryan Waters na soap opera neo-zelandeza City Life, e em 2003, ganhou o prêmio de Melhor Ator Coadjuvante, pelo seu trabalho como Kees Van Damm, na novela neo-zelandeza Street Legal.
Mesure é mais conhecido nos Estados Unidos por seu papel como o arcanjo Miguel, nas séries de TV Hércules: A Lendária Jornada e Xena - A Princesa Guerreira e em 2010/2011 como Kyle Hobbes em V-Visitors. Fez participações especiais em seriados de sucesso como Lost e Stacked. Mesure também fez o papel do repórter JD Pollack em Crossing Jordan. Anteriormente, participou de filmes como Boogeyman, com Barry Watson, Emily Deschanel e Lucy Lawless; Mee Shee: O Gigante das Águas, com Bruce Greenwood, Rena Owen e Joel Tobeck, e Superfire com D. B. Sweeney, Chad Donella e Diane Farr.
Em 2009, interpretou o detetive-sargento Zane Gerard na novela neo-zelandeza Outrageous Fortune.
Atualmente interpreta Kyle Hobbes, na série Visitantes.
Em 2014, interpretou o pirata Barba Negra em dois episódios de Once Upon a Time.